# アブドゥラー・ギュル
アブドゥラー・ギュル（Abdullah Gül, 1950年10月29日 - ）は、トルコ共和国の政治家。首相（2002年11月18日-2003年3月14日）、外相（2003年3月14日-2007年8月28日）、大統領（2007年8月28日-2014年8月28日）を歴任した。2007年の憲法改正以前、議会によって選出された最後の大統領である。公正発展党所属。カイセリ出身。

## 政歴
イスタンブール大学経済学部を卒業。同大学にて博士号取得後、サカリア大学工業技術学部にて経済学の教員として勤務。1983年から、サウジアラビアのジッダに拠点を置くイスラーム開発銀行にて経済専門家として勤務。
イスラーム復興勢力である福祉党からのリクルートを受けて、1991年の総選挙にカイセリ選挙区から出馬し、トルコ大国民議会議員に当選。福祉党では党首のエルバカンに重用され、1993年には外交問題担当として党幹部会のメンバーとなった。
1995年の総選挙で福祉党が議会第1党となり、エルバカン政権が発足すると、キプロス、中央アジア担当の国務大臣として入閣。エルバカンの側近として同政権の外交政策を主導した。
1997年6月に軍部の圧力でエルバカン首相が退陣し、翌1998年2月に福祉党が非合法化されると、後継政党である美徳党に移籍。各種メディアに積極的に出演し、福祉党政権時代の急進的なイスラーム政策を反省しつつ、世俗主義派をはじめとした国民からの信頼回復を訴えた。2001年に美徳党が非合法化されると、前イスタンブール市長のエルドアンと共に公正発展党を旗揚げし、副党首となった。
2002年の総選挙で公正発展党が議会第1党になると、トルコ憲政史上初のイスラーム政党による単独政権が発足した。党首のエルドアンが被選挙権を剥奪されていたため、ギュルが首相に就任した。翌2003年に、エルドアンが被選挙権を回復し補欠選挙で当選すると、首相職をエルドアンに譲り、自身は外相となった。
外交政策では、イラク戦争でのアメリカの立場を支持し、対米関係の維持に努めたほか、周辺の中東諸国との関係を重視し関係改善を図った。
2007年5月の大統領選挙では、公正発展党の大統領候補に擁立されたが、イスラーム政党である公正発展党が大統領ポストを握ることに、共和人民党をはじめとする野党勢力や、軍部などの世俗主義勢力が反発し、政局の混乱を招いた。7月に行われた解散総選挙の結果、公正発展党が再び議会の過半数を獲得したため、8月の大統領選挙にて大統領に選出された。
2008年にクルド人武装組織クルド労働者党（PKK）の掃討では空爆を支持した。
2008年6月に来日し、同国大統領として初めてエルトゥールル号遭難慰霊碑で行われる追悼式典に出席し献花を行った。2014年に大統領を退任。

## 大統領選挙
公正発展党が欧州連合加盟に向けて国内改革を推し進め、経済政策でも実績をあげる中で、イスラーム主義を基調とする政策は世俗主義者の警戒を呼ぶことになった。
2007年のセゼル大統領の任期満了に伴う大統領選挙では当初、エルドアン首相が出馬の意欲を示していたが、世俗主義を脅かしたとして過去に実刑判決を受けたエルドアンが大統領となることに世俗主義者が猛反発し、4月15日には首都アンカラで35万人規模のデモが起こった。これを受け公正発展党は、「穏健」と言われるギュルを大統領候補に擁立することにした。
しかし、ギュルの擁立に対しても世俗主義者の反発は収まらず、4月27日に行われた大統領選の第一回投票では議会第2党の共和人民党が投票をボイコットし、憲法裁判所に出席者不足による投票の無効を訴えた。同日深夜には、かつてエルバカン首相を退陣に追いやった軍が、大統領選について世俗主義に関する懸念があると表明。4月29日にはイスタンブールで世俗主義者による大規模なデモが行われた。
5月1日には共和人民党の訴えに対し、憲法裁判所が第一回投票は無効との判決を下した。公正発展党はこれに対して11月に予定されていた総選挙を7月に前倒しするともに、憲法を改正して大統領の選出方法を議会による間接選挙から国民による直接選挙に改め、総選挙と同時に大統領選挙を行うことを目指すことを明らかにした。
5月6日、大統領選の仕切り直しの第一回投票でも野党のボイコットにより出席者が定足数3分の2に満たなかったため、ギュルは大統領選への立候補を取り下げた。
しかし、7月の議会選挙では再び公正発展党が勝利したため、公正発展党は「正統性は得られた」としてギュルを大統領候補に再び擁立した。これに対し野党は大統領選挙へのボイコットはしないことを表明。ギュルの大統領選出の可能性が濃厚になったため、「トルコにイスラーム政党の大統領が誕生する」と為替相場が一時混乱する事態が発生した。
大統領選挙は8月20日、同月24日、同月28日と行われたが、当選に必要な得票数は、前2回が議会の3分の2、第3回からが過半数となっており、8月20日、8月24日の選挙では与野党ともに3分の2の得票の候補者が出ず次に持ち越された。そのため28日に3回目の投票が行われ、339票を得たギュルが大統領に選出された。

## 人物
イスラーム復興を標榜し、トルコ政界では宗教的保守勢力として位置付けられる公正発展党において「より穏健でバランスが取れている人物」とみなされている。
ハイリュンニサ夫人と2男1女の子供を家族にもつ。
夫人はイスラームの慣習に従いスカーフを着用している。イスラーム教徒女性のスカーフは宗教的なシンボルとみなされており、トルコではこれまで世俗主義の原則から学校などの公的な場でのスカーフ着用が禁じられてきたので、彼女が大統領夫人になった場合には、スカーフをつけるのかはずすのかが世間の関心を呼んでいる。また、長女も留学先の大学の卒業式にスカーフを着用して出席していたことが話題となった。
ベシクタシュJKの熱烈なサポーターでもある。